# Wiktor Diemiencew
Wiktor Władimirowicz Diemiencew (ros. Виктор Владимирович Деменцев, ur. 21 sierpnia 1918 w miejscowości Mogoczi w obwodzie czytyjskim, zm. 27 grudnia 2010 w Moskwie) – przewodniczący zarządu Banku Państwowego ZSRR (1986-1987).

## Życiorys
Od 1934 pracował jako księgowy w Kraju Chabarowskim, później w obwodzie kamczackim, 1939-1944 był kierownikiem koriackiego okręgowego oddziału finansowego. Od 1940 członek WKP(b), 1944-1946 starszy kontroler-rewizor Zarządu Kontrolno-Rewizyjnego Ludowego Komisariatu Finansów ZSRR w Koriackim Okręgu Narodowościowym, 1946-1947 główny kontroler-rewizor Zarządu Kontrolno-Rewizyjnego Ministerstwa Finansów ZSRR w obwodzie kamczackim, 1947-1949 słuchacz Wyższych Kursów Finansowych w Moskwie. Następnie był kierownikiem Górno-Ałtajskiego Obwodowego Oddziału Finansowego, 1954-1955 zastępcą przewodniczącego Komitetu Wykonawczego Górno-Ałtajskiej Rady Obwodowej, 1953 ukończył Wszechzwiązkowy Zaoczny Instytut Finansowy, 1955-1956 był słuchaczem Akademii Finansowej w Moskwie. Następnie kierownik Jarosławskiego Obwodowego Oddziału Finansowego, 1959-1962 zastępca przewodniczącego Komitetu Wykonawczego Jarosławskiej Rady Obwodowej, 1962-1963 szef Zarządu Dochodów Państwowych i członek Kolegium Ministerstwa Finansów RFSRR, 1963-1965 zastępca ministra finansów RFSRR. Od 1965 zastępca, a 1973-1986 I zastępca ministra finansów ZSRR, od stycznia 1986 do sierpnia 1987 przewodniczący zarządu Banku Państwowego ZSRR, od 6 marca 1986 do 25 kwietnia 1989 zastępca członka KC KPZR, od sierpnia 1987 na emeryturze. Deputowany do Rady Najwyższej ZSRR 11 kadencji. Pochowany na Cmentarzu Nowodziewiczym.

## Odznaczenia
- Order Lenina
- Order Rewolucji Październikowej
- Order Czerwonego Sztandaru Pracy